# الملة (الدولة العثمانية)

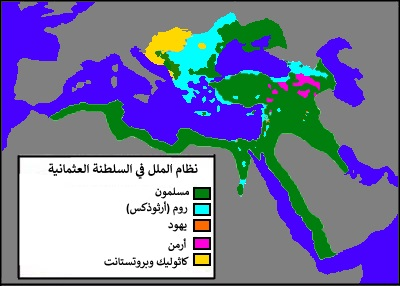
خارطة تبين المناطق التي كانت حكمتها الدولة العثمانية في القرن السادس عشر. اللون الأخضر المسلمون، و اللون الأزرق الأرثوذكسية، و اللون الأصفر اليهود، واللون الزهري الارمن، و اللون الأصفر الفاتح هم الكاثوليك.

الملة لغويًّا هي الشريعة والمذهب. والملة في الاصطلاح جماعة تتألف من المواطنين المحليين لا من الأجانب خاضعة للباب العالي، لها ديانة محددة، ولا تنتمي إلى أصل عرقي واحد، وتكون وحدة سياسية اجتماعية مستقلة. نظام الملل استمرار تاريخي وقانوني لمصطلح أهل الذمة في الدولة العثمانية. والموظف المسؤول أمام الدولة عن إدارة شؤونها يسمى ملة باشي.

## مواضيع متعلقة
- شيخ الإسلام
- قاض
- مدارس إمام خطيب
- الذمة